# Quiero hacerte el amor
A Quiero hacerte el amor (jelentése spanyolul: ’Szerelmeskedni akarok veled’) Thalía mexikói énekesnő negyedik kislemeze negyedik, En éxtasis című albumáról. Szerzői Daniel García és Mario Schajris, producere Óscar López. A dal rádiós formátumban jelent meg, videóklip nem készült hozzá.
A számnak rezesbanda-feldolgozása is készült, amely a Thalía con banda – grandes éxitos albumon szerepel.